# お〜い!久馬
お〜い!久馬（おーいきゅうま、1972年7月22日 - ）は、日本のお笑いタレントであり、6人組お笑いユニットザ・プラン9のリーダーである。また、脚本家や漫才作家、構成作家としても活動しており、その際は本名である久馬 歩（きゅうま あゆむ）を名乗ることが多い。

## 来歴
大阪府岸和田市出身。
単独での主な活動は脚本家、漫才作家などである。本公演21st「銀行のススメ」、23rd「仇男」では演出も担当した。テレビ番組『日曜笑劇場』シリーズや『チュー'sDAYコミックス 侍チュート!』『ピカルの定理』（フジテレビ）などに本名で作家として参加した。ピンとしての活動が多いメンバーと比べると、テレビ出演はかなり少ない。
プラン9結成以前は、後藤秀樹と『シェイクダウン』として活動していた。

## 人物
髭を生やしており、よく帽子を被っている。漫才でのボケはオチを担当することが多い。
パソコンを使う時は右手の人差し指を使用する。
久馬軍団というグループを組織している。後輩芸人の武智（スーパーマラドーナ）、町田星児（ヘッドライト）、林健（ギャロップ）が所属している。
芸名の由来はハローキティのようなものだとのこと。

## 出演

### テレビ番組
- コヤブ歴史堂〜にゃんたの（秘）ファイル〜（朝日放送テレビ）
- 小籔・にゃんたのラジオ歴史堂（朝日放送ラジオ）
  - いずれも猫のキャラクター「にゃんた」の声を担当。
- ほっとけない！TV (2019年10月8日、RKB毎日放送)
- 千原ジュニアの座王（関西テレビ） - 審査員
- ytv漫才新人賞 - 審査員[3]

### 舞台
- 磯部磯兵衛物語〜浮世はつらいよ〜天晴版（2016年4月、ABCホール） - 宮本武蔵 役

## 作品
※付記がなければ久馬歩名義

### テレビドラマ
- ラーメン大好き小泉さん （2015年6月〜7月） - 脚本
- 馬子先輩の言う通り（2015年10月〜12月） - 脚本
- ラーメン大好き小泉さん 2016新春SP （2016年1月4日、フジテレビ） - 脚本
- マネーの天使〜あなたのお金、取り戻します!〜 第7話（2016年2月18日） - 脚本[4]
- ラーメン大好き小泉さん 2016年末SP （2016年12月30日、フジテレビ） - 脚本
- ラーメン大好き小泉さん 2019春SP（2019年4月5日、フジテレビ） - 脚本
- ラーメン大好き小泉さん 二代目!（2020年3月27日、フジテレビ） - 脚本

### 映画
- ラブドール（2007年） - 脚本
- Bの戦場（2019年） - 脚本[5]
- 酔うと化け物になる父がつらい （2020年）- 脚本（片桐健滋と共作）[6]

### 舞台
- 朗読劇「Love Later」 - 作・演出
- 恨陰ランドリー - 作・演出
- 詰んでれ - 作・演出